# Miguel Miramón
Miguel Miramón (ur. 29 września 1832 w Meksyku, zm. 19 czerwca 1867 w Cerro de las Campanas w stanie Querétaro) – meksykański polityk konserwatywny i wojskowy, prezydent Meksyku, a później wielki marszałek Cesarstwa Meksyku. Przyczynił się do osadzenia na tronie cesarza Maksymiliana.

## Życiorys
Urodził się 29 września 1832 roku w mieście Meksyk. W wieku piętnastu lat rozpoczął naukę w Akademii Wojskowej. W końcu 1847 roku służył pod rozkazami generała Santa Anny biorąc udział w wojnie przeciwko Stanom Zjednoczonym. 13 września 1847 roku brał udział w obronie twierdzy Chapultepec. W armii meksykańskiej dosłużył się stopnia pułkownika.
Po wojnie został instruktorem w Akademii Wojskowej, a w 1855 roku został pułkownikiem. W czasie rewolucji ayutlańskiej w 1856 roku, która doprowadziła do obalenia Santa Anny i przejęcia władzy przez Igniacio Comonforta, a potem przez Benito Juareza, Miramón walczył po stronie konserwatystów przeciwko liberałom.
W 1857 roku konserwatyści wystąpili przeciwko rządom liberałów, rozpoczynając tzw. wojnę o reformę. Po obaleniu liberała Comonforta, konserwatyści ogłosili prezydentem generała Féliksa Zuolagę. Po jego śmierci urząd prezydenta przejął tymczasowo Miramón. Benito Juárez uważany przez liberałów za jedynego prawowitego prezydenta, postanowił kontynuować walkę z rządem konserwatystów.
Sprawując dowództwo nad siłami zbrojnymi konserwatystów, Miramón dwukrotnie, bez powodzenia próbował zająć bronione przez liberałów Veracruz. Wkrótce sytuacja na froncie przybrała niekorzystny dla konserwatystów obrót. W grudniu 1860 roku Juárez zajął miasto Meksyk, a Miramón musiał uchodzić za granicę. Schronienie znalazł na Kubie, następnie przeniósł się do Europy. Podczas pobytu w Europie nawiązał kontakty z cesarzem Francji Napoleonem III, który przygotowywał interwencję zbrojną w Meksyku w celu wyegzekwowania od meksykańskiego rządu zaległości finansowych i osadzeniu na tronie austriackiego arcyksięcia Maksymiliana.
Po opanowaniu Meksyku przez Maksymiliana, Miramón wrócił do kraju w 1863 roku i został mianowany wielkim marszałkiem. W latach 1864–1866 sprawował funkcję ambasadora Meksyku w Prusach. W 1866 roku powrócił do Meksyku i wziął udział w walkach z siłami republikańskimi. W czerwcu 1867 roku w bitwie pod Querétaro został ranny i trafił do niewoli. 19 czerwca 1867 roku zginął rozstrzelany wraz z cesarzem Maksymilianem na pobliskim wzgórzu Cerro de las Campanas.
Odznaczony papieskim krzyżem Orderu Piusa IX 3 czerwca 1864 roku.